# Eleonora d'Aragona (regina di Castiglia e León)

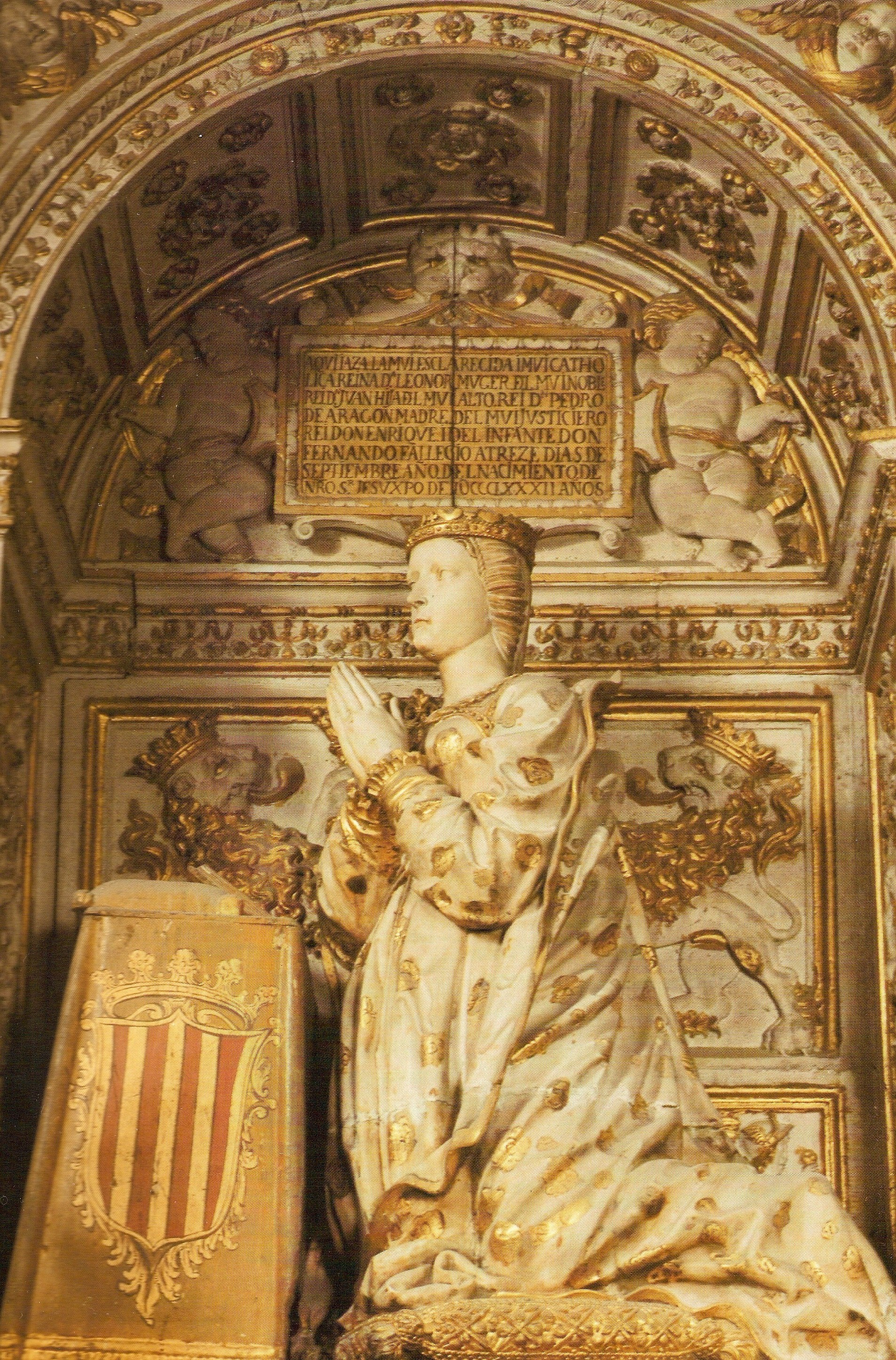
Sepolcro di Eleonora di Aragona, nella cattedrale di Toledo.

Eleonora d'Aragona e Sicilia (Leonor in spagnolo, asturiano, in galiziano, in portoghese, in aragonese e in basco, Elionor in catalano. Alienora in latino, Eleanor in inglese e Aliénor o Éléonore in francese, Eleonore in tedesco e Eleonora in fiammingo; Santa Maria del Puig, 20 febbraio 1358 – Cuéllar, 13 agosto 1382) era la figlia di Pietro IV di Aragona detto il Cerimonioso e di Eleonora di Sicilia.

## Biografia
Figlia terzogenita e unica femmina del re d'Aragona, di Valencia, di Maiorca,di Sardegna e di Corsica e conte di Barcellona e delle altre contee catalane Pietro IV il Cerimonioso, e della sua terza moglie, Eleonora di Sicilia.
Dopo la morte di Pietro I il Crudele, nel 1369, Enrico di Trastamara divenne Enrico II re di Castiglia e León, ma i contrasti tra Aragona e Castiglia, per il possesso del regno di Murcia, continuarono. Si susseguirono conflitti che si alternarono a trattati di pace (ad Alcañiz, nel 1371, ad Almazán, il 12 aprile 1374, e a Lérida, il 10 maggio 1375). A seguito di quest'ultimo trattato, la pace fu definitiva e garantita dal fidanzamento di Eleonora con Giovanni, figlio di Enrico II. Il 18 giugno 1375, a Soria, fu celebrato il matrimonio tra Eleonora e l'erede al trono di Castiglia e León, Giovanni, figlio del re di Castiglia e León, Enrico II (figlio quartogenito del re di Castiglia e León, Alfonso XI di Castiglia, e della sua amante Eleonora di Guzmán.), e di Giovanna Manuele di Castiglia.
Eleonora, nel 1379, alla morte del suocero Enrico II, divenne regina consorte di Castiglia e León, in quanto moglie del nuovo re, Giovanni I.
Eleonora, il 13 settembre 1382, morì di parto, dando alla luce la figlia terzogenita, Eleonora. Fu tumulata nella cattedrale di Toledo.

## Figli
Eleonora diede a Giovanni tre figli:
- Enrico (1379 – 1406), futuro re di Castiglia e León
- Ferdinando d'Antequera (1380 – 1416), che, dopo la morte dello zio, Martino I il Vecchio o l'Umanista, nel 1410, fu uno dei cinque pretendenti al trono di Aragona e col Compromesso di Caspe divenne re della corona d'Aragona. Da Eleonora, Enrico e Ferdinando discesero i successivi sovrani aragonesi, castigliani e spagnoli.[12]
- Eleonora di Castiglia (1382 – ?), morta giovane.

## Ascendenza
|                        |                         |                        | Genitori                      |  |  | Nonni |  |  | Bisnonni             |  |  | Trisnonni            |  |
|                        |                         |                        |                               |  |  |       |  |  | Giacomo II d'Aragona |  |  | Pietro III d'Aragona |  |
|                        |                         |                        |                               |  |  |       |  |  | Giacomo II d'Aragona |  |  | Pietro III d'Aragona |  |
|                        |                         | Costanza II di Sicilia |                               |  |  |       |  |  | Giacomo II d'Aragona |  |  |                      |  |
| Alfonso IV di Aragona  |                         |                        |                               |  |  |       |  |  | Giacomo II d'Aragona |  |  |                      |  |
|                        |                         | Bianca di Napoli       | Carlo II di Napoli            |  |  |       |  |  |                      |  |  |                      |  |
|                        |                         | Bianca di Napoli       | Carlo II di Napoli            |  |  |       |  |  |                      |  |  |                      |  |
|                        |                         | Bianca di Napoli       | Mària d'Ungheria              |  |  |       |  |  |                      |  |  |                      |  |
| Pietro IV d'Aragona    |                         | Bianca di Napoli       |                               |  |  |       |  |  |                      |  |  |                      |  |
|                        |                         | Gombald d'Entença      | …                             |  |  |       |  |  |                      |  |  |                      |  |
|                        |                         | Gombald d'Entença      | …                             |  |  |       |  |  |                      |  |  |                      |  |
|                        |                         | Gombald d'Entença      | …                             |  |  |       |  |  |                      |  |  |                      |  |
| Teresa di Entenza      |                         | Gombald d'Entença      |                               |  |  |       |  |  |                      |  |  |                      |  |
|                        |                         | Constance d'Antillon   | Sancho, barone di Antillon    |  |  |       |  |  |                      |  |  |                      |  |
|                        |                         | Constance d'Antillon   | Sancho, barone di Antillon    |  |  |       |  |  |                      |  |  |                      |  |
|                        |                         | Constance d'Antillon   | Eleonora d'Urgel              |  |  |       |  |  |                      |  |  |                      |  |
| Eleonora d'Aragona     |                         | Constance d'Antillon   |                               |  |  |       |  |  |                      |  |  |                      |  |
|                        | Federico III di Sicilia | Pietro III d'Aragona   |                               |  |  |       |  |  |                      |  |  |                      |  |
|                        | Federico III di Sicilia | Pietro III d'Aragona   |                               |  |  |       |  |  |                      |  |  |                      |  |
|                        | Federico III di Sicilia | Costanza II di Sicilia |                               |  |  |       |  |  |                      |  |  |                      |  |
| Pietro II di Sicilia   | Federico III di Sicilia |                        |                               |  |  |       |  |  |                      |  |  |                      |  |
|                        |                         | Eleonora d'Angiò       | Carlo II di Napoli            |  |  |       |  |  |                      |  |  |                      |  |
|                        |                         | Eleonora d'Angiò       | Carlo II di Napoli            |  |  |       |  |  |                      |  |  |                      |  |
|                        |                         | Eleonora d'Angiò       | Mària d'Ungheria              |  |  |       |  |  |                      |  |  |                      |  |
| Eleonora di Sicilia    |                         | Eleonora d'Angiò       |                               |  |  |       |  |  |                      |  |  |                      |  |
|                        |                         | Ottone III del Tirolo  | Mainardo II di Tirolo-Gorizia |  |  |       |  |  |                      |  |  |                      |  |
|                        |                         | Ottone III del Tirolo  | Mainardo II di Tirolo-Gorizia |  |  |       |  |  |                      |  |  |                      |  |
|                        |                         | Ottone III del Tirolo  | Elisabetta di Wittelsbach     |  |  |       |  |  |                      |  |  |                      |  |
| Elisabetta di Carinzia |                         | Ottone III del Tirolo  |                               |  |  |       |  |  |                      |  |  |                      |  |
|                        |                         | Eufemia di Legnica     | Enrico V di Legnica           |  |  |       |  |  |                      |  |  |                      |  |
|                        |                         | Eufemia di Legnica     | Enrico V di Legnica           |  |  |       |  |  |                      |  |  |                      |  |
|                        |                         | Eufemia di Legnica     | Elisabetta di Kalisz          |  |  |       |  |  |                      |  |  |                      |  |
|                        |                         | Eufemia di Legnica     |                               |  |  |       |  |  |                      |  |  |                      |  |